# Монте (муниципалитет)
Муниципалитет Монте  (исп. Partido de Monte) — муниципалитет в Аргентине в составе провинции Буэнос-Айрес.
Территория — 1890 км². Население — 21034 человек. Плотность населения — 11,11 чел./км².
Административный центр — Сан-Мигель-дель-Монте.

## География
Департамент расположен в центральной части провинции Буэнос-Айрес.
Департамент граничит:
- на северо-западе — c муниципалитетом Лобос
- на северо-востоке — с муниципалитетом Каньюэлас
- на востоке — с муниципалитетом Хенераль-Пас
- на юге — с муниципалитетом Хенераль-Бельграно
- на западе — с муниципалитетом Роке-Перес

## Важнейшие населенные пункты[2]
| № | Населённый пункт      | Населённый пункт (исп.) | Категория | Население чел. (2010) | На карте                        |
| - | --------------------- | ----------------------- | --------- | --------------------- | ------------------------------- |
| 1 | Сан-Мигель-дель-Монте | San Miguel del Monte    | город     | 17005                 | 35°26′28″ ю. ш. 58°48′14″ з. д. |
| 2 | Аббот                 | Abbott                  | поселок   | 603                   | 35°16′55″ ю. ш. 58°48′13″ з. д. |
| 3 | Сенон-Видела-Дорна    | Zenón Videla Dorna      | поселок   | 76                    | 35°32′34″ ю. ш. 58°53′14″ з. д. |